# Sebastián Rambert
Pour les articles homonymes, voir Rambert.
Sebastián Pascual Rambert est un footballeur argentin, né le 30 janvier 1974 à Bernal, près de Buenos Aires. Il évoluait au poste d'attaquant.
Il est le fils d'Ángel Rambert, un ancien joueur de l'Olympique lyonnais.

## Biographie
Il est international argentin à 8 reprises (1995-1996) pour 4 buts.
Il participe aux Jeux panaméricains en 1995, et il remporte le tournoi en battant en finale le Mexique.
Il participe à la Coupe des confédérations 1995. Il est titulaire contre le Japon, inscrivant un but à la 31e minute, et prenant un carton jaune. Il est également titulaire contre le Nigeria, et en finale, contre le Danemark, il est titulaire mais perd le match. Pascual est donc finaliste de la Coupe des confédérations 1995.
Il joue dans des clubs argentins, italiens, espagnols et grecs. Il remporte quatre tournois du championnat d’Argentine et une Supercopa Sudamericana en 1997.

## Clubs
- 1991-1995 :  Independiente
- 1995 :  Inter Milan
- 1996 :  Real Saragosse
- 1996-1997 :  Boca Juniors
- 1997-2000 :  River Plate
- 2000-2001 :  Independiente
- 2001-2002 :  Iraklis Thessalonique
- 2002-2003 :  Arsenal de Sarandi

## Palmarès
- Jeux panaméricains
  - Vainqueur en 1995

- Coupe des confédérations
  - Finaliste en 1995

- Championnat d'Argentine de football
  - Champion en 1994 (Clausura), en 1997 (Apertura), en 1999 (Apertura) et en 2000 (Clausura)

- Recopa Sudamericana
  - Finaliste en 1998

- Supercopa Sudamericana
  - Champion en 1997
  - Meilleur buteur lors de l'édition 1994 avec 5 buts